# Adelheidstraße 22 (Quedlinburg)

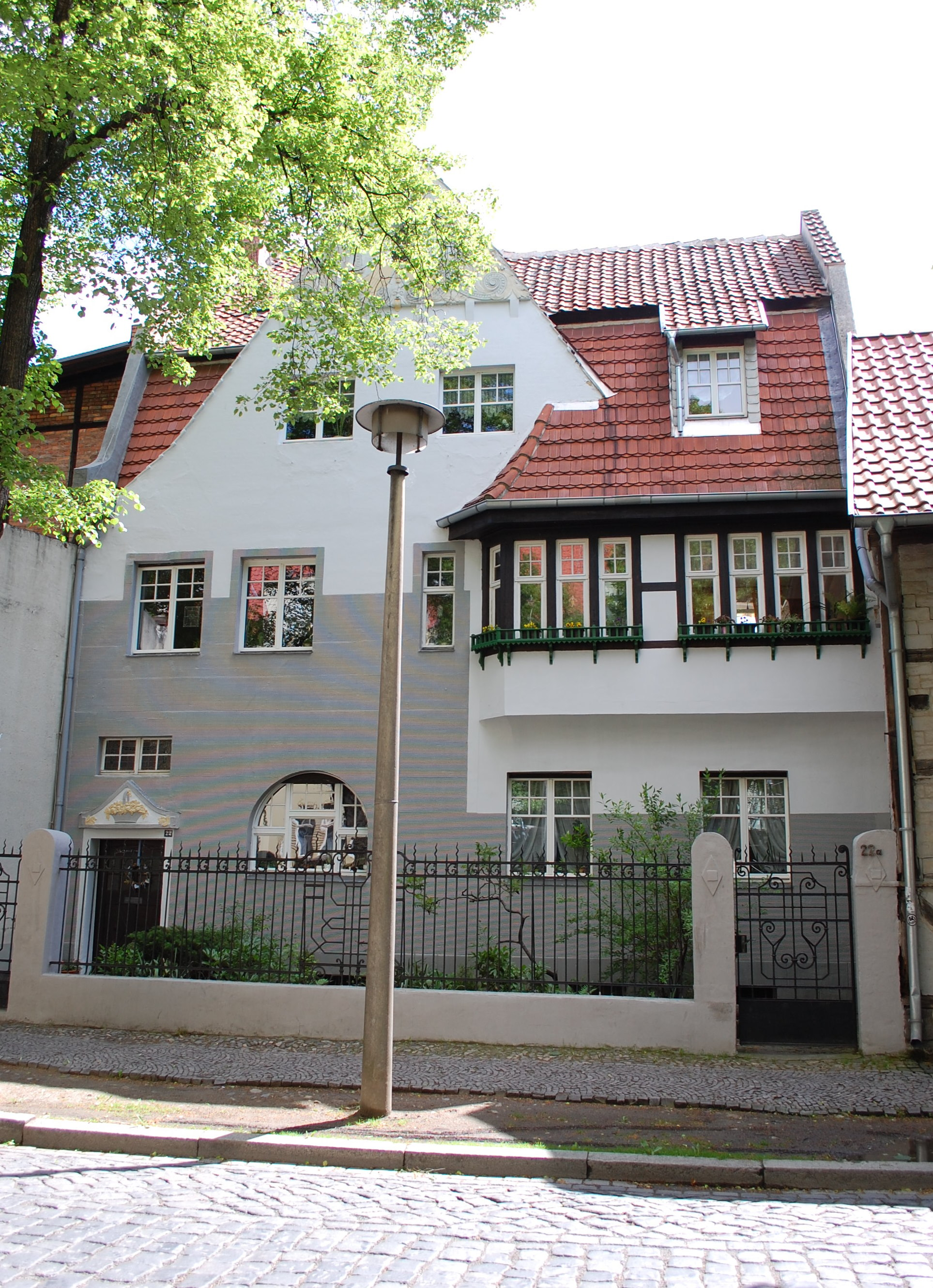
Adelheidstraße 22

Das Haus Adelheidstraße 22 ist ein denkmalgeschützter ehemaliger Wirtschaftshof in der Stadt Quedlinburg in Sachsen-Anhalt.

## Architektur und Geschichte
Ursprünglich gehörte das Grundstück zur benachbarten, 1668 entstandenen Salpeterhütte Quedlinburg. Das heutige Gebäude entstand 1909 für die Gärtnerei Fiedler. Ausführendes Bauunternehmen war die Firma Robert von der Foehr Nachfolger. Das Gebäude entstand im Stil der Landhausarchitektur, die Verzierungen in Formen des Jugendstils. Der Putz des Hauses ist als Kamm- und Glattputz ausgeführt. Sowohl an einem im ersten Obergeschoss bestehende Erker in Fachwerkbauweise, am Giebel und am Portal finden sich florale Reliefs.
Die Grundstückseinfriedung besteht aus schmiedeeisernen Gittern.